# Hazeley
Hazeley – wieś w Anglii, w hrabstwie Hampshire, w dystrykcie Hart. Leży 44 km na północny wschód od miasta Winchester i 60 km na zachód od Londynu.